# 솔로 36분
"솔로 36분"(Solo 36')은 한국에서 제작된 김남건 감독의 2008년 드라마 영화이다. 이소영 등이 주연으로 출연하였고 박상열 등이 제작에 참여하였다.

## 출연

### 주연
- 이소영
- 김남건
- 서영주

## 기타
- 프로듀서: 김소영
- 프로듀서: 김이고은
- 조명: 장태현
- 조명: 양애리
- 조연출: 장현준
- 녹음: 노민구
- 믹싱: 정채웅
- 미술: 박지무
- 안무: 류장현